# Sound of a Woman
Sound of a Woman —en español: Sonido de una mujer— es el segundo álbum de estudio de la cantautora canadiense Kiesza, publicado el 17 de octubre de 2014 a través de los sellos Lokal Legend e Island Records. Es el segundo trabajo discográfico de Kiesza luego de su álbum debut publicado en 2008 de manera independiente y, a su vez, es su debut a nivel internacional.

## Antecedentes
En febrero de 2014, Kiesza lanzó el video de su nuevo sencillo, «Hideaway», a través de la discográfica independiente Lokal Legend. Idolator lo consideró único por tratarse de una sola toma que muestra a la cantante y a un grupo de bailarines ejecutando una coreografía en las calles de Brooklyn. Por su parte, John Gentile, de la revista Rolling Stone lo llamó «impresionante». Kiesza declaró a Rolling Stone que tuvo problemas con el video, en parte porque se rompió una costilla justo antes de rodarlo, por lo cual no pudo moverse durante un mes. El video se estrenó en el segmento Special Delivery, de Annie Mac, en BBC Radio 1. «Hideaway» debutó en el primer lugar en la lista de singles del Reino Unido, el 26 de abril de 2014.
Poco después de que «Hideaway» ingresara a la lista de éxitos, Kiesza publicó otro video para su versión de la canción «What is Love», popularizada por Haddaway en 1993. Mike Bell, del "Calgary Herald" se refirió a dicha canción como "una versión maravillosa del gran éxito Dance "What Is Love?", por Haddaway, en 1993".   
De hecho, Kiesza realizó una versión lenta, con un video que mostraba a ella y a otras personas quienes revelaban lentamente estar sin ropa, con el propósito de expresar "emociones al desnudo". 
Kiesza ha asegurado que Sound of a Woman contiene influencias grunge, rock y folk que se mezclan con el house y el dance. Además, la cantante agregó que la gente se sorprenderá con algunas de las canciones en el álbum. "Hideaway" llegó al primer puesto de la lista de singles desde su publicación, vendiendo más de 136.000 copias en su primera semana, convirtiéndose en el tercer single más rápidamente vendido en el Reino Unido en 2014. 
"Giant in My Heart" fue publicado como el segundo single del álbum el 13 de junio de 2014, llegando al puesto 4 en la lista de singles del Reino Unido.
"No Enemiesz" fue publicado como el tercer single del álbum el 23 de noviembre de 2014. El video musical oficial fue publicado un mes antes, el 24 de octubre de 2014.

## Recepción Crítica
"Sound of A Woman" recibió generalmente opiniones positivas por parte de los críticos de música. En Metacritic, que asigna un puntaje normalizado de 100 hasta opiniones de críticos de tendencia principal, el álbum recibió un puntaje promedio de 66 basado en seis opiniones, lo cual indica "opiniones generalmente favorables." Brennan Carley, de Spin, lo denominó "uno de los álbumes más elásticos de los '90, tanto 20 años demasiado tarde como también totalmente a tiempo" y notó que Kiesza "muestra la perspicacia de forjar un camino por sí misma en la música Pop que aparentemente nadie más sentiría la necesidad de transitar." Melody Lau, de "Exclaim!", sintió que el álbum realizó "una manifestación importante" en la escena de la música Dance y alabó a la voz de Kiesza como "excepcionalmente fuerte y versátil." Jon Caramanica, del New York Times, escribió que "mientras [Kiesza] no tiene la libertad suficiente en su voz de imitar por completo a las divas, como ella lo intenta hacer, ella canta poderosamente y con un entendimiento de cómo emitir notas con agresión rítmica."
Bianca Gracie, de Idolator, describió al álbum como "la banda de sonido perfecta que alimenta tu nostalgia de los '90." Heather Phares, de All Music, que "mientras 'Sound of a Woman' es casi demasiado largo y sin foco, en el mejor de los casos, se trata de un recordatorio potente de cuán divertido este sonido era -- y es." Julia Leconte, de "NOW Magazine", notó que, "al principio, el álbum debut de Kiesza parece sobreexcitado, pero, eventualmente, las sutilezas y la variedad emergen," y sintió que "Kiesza es mucho mejor cuando hace regresar a su voz impresionablemente expansiva a la adulación."  Chris Chiu, de "The Silhouette", escribió que el álbum "ofrece la misma intensidad y el mismo sonido que la convirtieron en un éxito instantáneo y demostraron su sorprendente potencial," pero que también "sufre un poco de una crisis de identidad." Larry Fitzmaurice, de "Pitchfork Media", notó que 'Sound of a Woman' "no logra chispear, mientras que sus texturas homogéneas se mezclan para robar la personalidad y la emoción que esta música tiene cuando es hecha correctamente" y siente que las canciones en el álbum "no brindan ninguna pista de lo que es Kiesza." Sandra Sperounes, del "Edmonton Journal", concluyó que "es demasiado temprano para decir si Kiesza terminará en el mismo montón de los ex-fenómenos de la cultura pop, pero las breves incursiones en el R&B en su álbum insinúan un futuro más promisorio y multi-dimensional para la pelirroja de 25 años."

## Singles
"Hideaway" fue publicado el 11 de abril de 2014 como el sencillo debut de Kiesza. Tanto la canción como su video de acompañamiento han recibido el reconocimiento general por parte de los críticos de música contemporánea.

## Canciones
Todas las canciones compuestas por Rami Samir Afuni y Kiesa Rae Ellestad, excepto las indicadas:
1. "Hideaway" - 4:11
2. "No Enemiesz" - 3:17
3. "Losin' My Mind" (Cantante Invitado: Mick Jenkins) (Rami Samir Afuni/Kiesa Rae Ellestad/Jayson Jenkins) - 3:51
4. "So Deep" - 4:28
5. "Vietnam" (Rami Samir Afuni/Kiesa Rae Ellestad/Paolo "Shirazi" Prudencio) - 3:50
6. "Bad Thing" (Cantante Invitado: Joey Bada$$) (Rami Samir Afuni/Kiesa Rae Ellestad/Carlos St. John/Jo-Vaughn Virginie Scott/Corey L. Williams) - 3:31
7. "What is Love" (Dieter Luenstedt/Karin Hartmann) - 3:08
8. "Sound of A Woman" - 3:46
9. "The Love" (Rami Samir Afuni/Kiesa Rae Ellestad/Carlos St. John/Paolo "Shirazi" Prudencio) - 3:57
10. "Piano" (Rami Samir Afuni/Kiesa Rae Ellestad/Carlos St. John) - 4:28
11. "Giant in My Heart" (Cantante Invitado: Richard Anthony-Davis) - 4:29
12. "Over Myself" (Kiesa Rae Ellestad/Espen Berg/Simen M. Riksrud) - 3:32
13. "Cut Me Loose" (Kiesa Rae Ellestad/Jordan Orvosh) - 3:53

## Músicos
- Kiesza: Voces.
- Rami Samir Afuni: Programación y producción.
- Mick Jenkins: Voz en "Losin' My Mind".
- Joey Bada$$: Voz en "Bad Thing".
- Christian Howes, Christopher Marion, Eli Bishop, Leonor Falcon y Greg Byers: Violines y violas en "Sound of A Woman".
- Bass Yoed Nir: Violoncello en "Sound of A Woman".
- Richard Anthony-Davis: Voz en "Giant in My Heart".
- Fredrik Sivertsen: Programación adicional en "Over Myself".
- Jordan Orvosh: Piano en "Cut Me Loose".

## Posicionamiento en listas

### Semanales
| Lista                                    | Mejor posición |
| ---------------------------------------- | -------------- |
| Austria (Ö3 Austria)                     | 18             |
| Bélgica (Ultratop flamenca)              | 19             |
| Bélgica (Ultratop valona)                | 33             |
| Canadá (Billboard Canadian Albums)       | 14             |
| Países Bajos (Album Top 100)             | 66             |
| Francia (SNEP)                           | 160            |
| Alemania (Media Control Charts)          | 10             |
| Italia Italian Albums (FIMI)             | 28             |
| Suiza (Schweizer Hitparade)              | 14             |
| Reino Unido (UK Albums Chart)            | 40             |
| Estados Unidos Billboard 200             | 42             |
| Estados Unidos (Dance/Electronic Albums) | 1              |